# Unidades de medida da Roma Antiga

Ânfora romana, utilizada no transporte de vinho. Como medida de volume, equivalia a cerca de 26 l.

As unidades de medida da Roma antiga foram criadas com base no sistema grego com influências egípcias. As unidades romanas eram geralmente precisas e bem documentadas.

## Medidas de comprimento
| Unidade       | Nome latino | Valor em pés | Equivalência métrica |
| ------------- | ----------- | ------------ | -------------------- |
| Dígito        | Digitus     | 1/16         | 18,5 mm              |
| Polegada      | Uncia       | 1/12         | 24,6 mm              |
| Palmo         | Palmus      | 1/4          | 74 mm                |
| Pé            | Pés'        | 1            | 296 mm               |
| Côvado        | Cubitus     | 1 ½          | 444 mm               |
| Passo simples | gradus      | 2 ½          | 0,74 m               |
| Passo duplo   | Passus      | 5            | 1,48 m               |
| Vara          | Pertica     | 10           | 2,96 m               |
| Tiro de besta | Actus       | 120          | 35,5 m               |
| Estádio       | Stadium     | 625          | 185 m                |
| Milha         | Milliarium  | 5000         | 1,48 km              |
| Légua         | Leuga       | 7500         | 2,22 km              |

## Medidas de superfície
| Unidade       | Nome Latino                                | Valor em Acres | Equivalência métrica |
| ------------- | ------------------------------------------ | -------------- | -------------------- |
| Pé quadrado   | Pes quadratus                              | 1/14400        | ~ 876 cm²            |
| Vara quadrada | Scripulum                                  | 1/144          | ~ 8.76 m²            |
| Acre menor    | Actus minimus                              | 1/30           | ~ 42 m²              |
| clima         | Clima                                      | 1/4            | ~ 315 m²             |
| Acre maior    | Actus quadratus também conhecido por Acnua | 1              | ~ 1260 m²            |
| Jeira         | Iugerum                                    | 2              | ~ 2520 m²            |
| Dupla jeira   | heredium                                   | 4              | ~ 5040 m²            |
| Centúria      | Centurium                                  | 400            | ~ 50.5 ha            |
| Salto         | saltus                                     | 1600           | ~ 201.9 ha           |

## Medidas de volume para líquidos
| Unidade                          | Nome latino | Valor em sesteiros | Equivalência métrica |
| -------------------------------- | ----------- | ------------------ | -------------------- |
| Lígula                           | Ligula      | 1/48               | ~ 1 1/8 cl           |
| Ciato                            | Cyathus     | 1/12               | ~ 4 1/2 cl           |
| Sexto de sesteiro (Sextante)     | Sextans     | 1/6                | ~ 9 cl               |
| Terço de sesteiro (Triente)      | Triens      | 1/3                | ~ 18 cl              |
| Meio sesteiro (Hemina)           | Hemina      | 1/2                | ~ 27 cl              |
| Dois terços de sesteiro (Queniz) | Choenix     | 2/3                | ~ 36 cl              |
| Sesteiro                         | Sextarius   | 1                  | ~ 54 cl              |
| Côngio                           | Congius     | 6                  | ~ 3 1/4 l            |
| Urna                             | Urna        | 24                 | ~ 13 l               |
| Ânfora                           | Amphora     | 48                 | ~ 26 l               |
| odre (Cúleo)                     | Culeus      | 960                | ~ 520 l              |

## Medidas de volume para secos

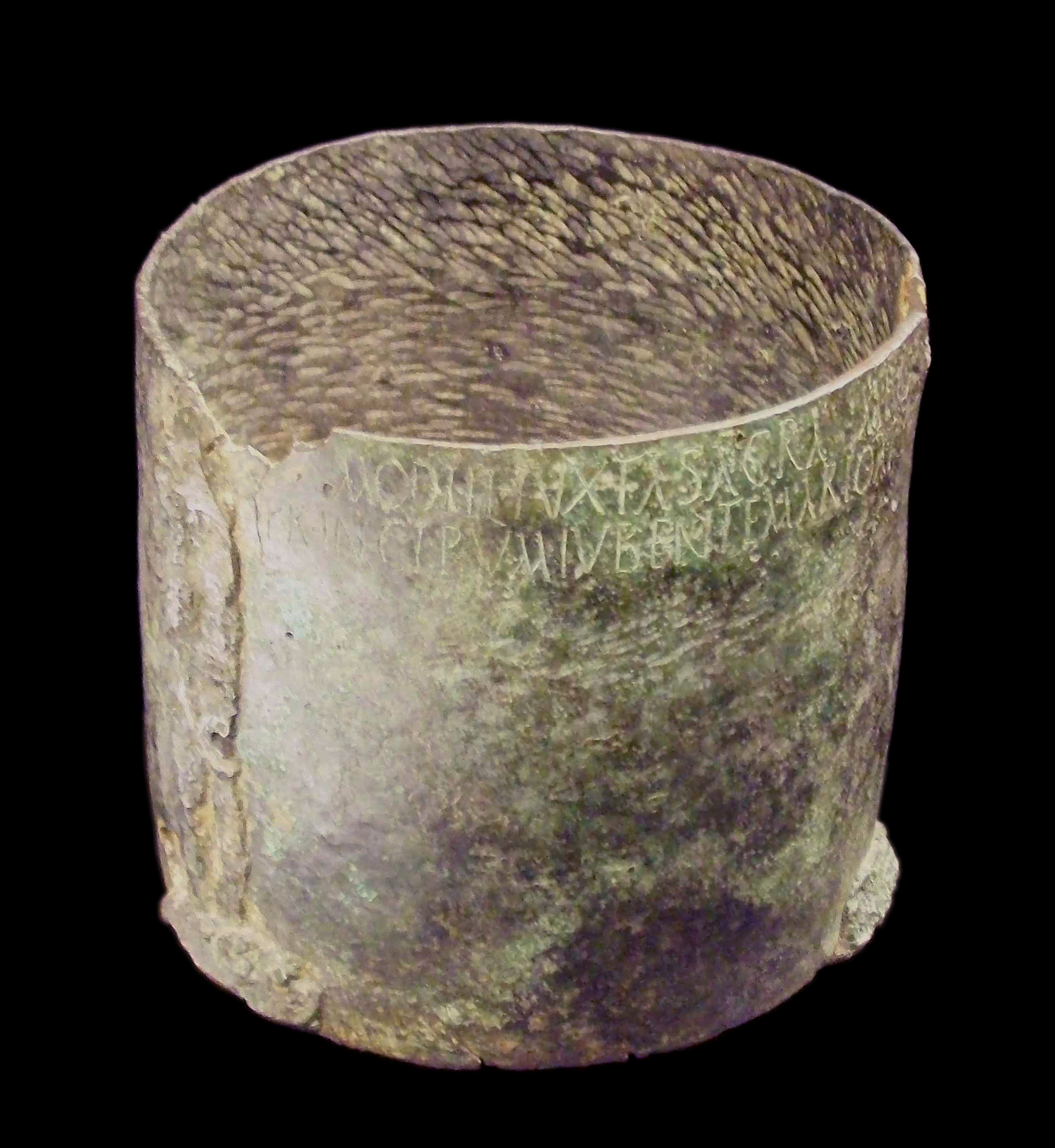
Moio (modius) de bronze do século IV.

| Unidade            | Nome latino | Valor em moios | Equivalência métrica |
| ------------------ | ----------- | -------------- | -------------------- |
| tigela (Acetábulo) | Acetabulum  | 1/128          | ~ 6 3/4 cl           |
| Quarteiro          | Quartarius  | 1/64           | ~ 13 1/2 cl          |
| Meio sesteiro      | Hemina      | 1/32           | ~ 27 cl              |
| Sesteiro           | Sextarius   | 1/16           | ~ 54 cl              |
| Meio moio (Semoio) | Semodius    | 1/2            | ~ 4 1/3 l            |
| Moio               | Modius      | 1              | ~ 8 2/3 l            |
| quadrantal         | Quadrantal  | 3              | ~ 26 l               |

## Medidas de peso e de valor monetário
| Unidade   | Nome latino | Valor em dracmas | Equivalência métrica |
| Calco     | Chalcus     | 1/48             | ~ 71 mg              |
| Síliqua   | Siliqua     | 1/18             | ~ 189⅓ mg            |
| Óbolo     | Obolus      | 1/6              | ~ 0,568 g            |
| Escrópulo | Scrupulum   | 1/3              | ~ 1,136 g            |
| Dracma    | Drachma     | 1                | ~ 3,408 g            |
| Sicílico  | Sicilicus   | 2                | ~ 6,816 g            |
| Úncia     | Uncia       | 8                | ~ 27,264 g           |
| Libra     | Libra       | 96               | ~ 327,168 g          |
| Mina      | Minae       | 128              | ~ 436,224 g          |